# Rocks
Rocks er Aerosmiths fjerde album, og bandet når det er mest råt og rockende. Udgivet i maj 1976 og nåede #3 på Billboard 200. Indeholder rock-klassikere som Back In The Saddle og Last Child. Optaget i en gammel lade uden for Boston. Stedet blev senere bandets hovedkvarter og kaldt The Warehouse. Albummet er kåret som nummer 176 på Rolling Stone' liste – 500 Greatest Albums of All time. Det siges at have inspireret bands som Guns N' Roses og Metallica. Guitarist i Guns N' Roses, Slash, har udtalt, at Rocks ændrede hans liv for altid og gav ham livslang inspiration. Aerosmith var nu blevet så store, at de var hovednavnet på deres egne turneer. Artister som Jeff Beck, Bob Segar og Nazareth varmede op for bandet på Rocks Tour i 1976. Turneen tog desuden bandet til Europa og Japan for første gang. Albummet betragtes af mange, som det bedste fra bandet, og det sælger stadig verden over.  

## Trackliste
- 1. "Back In The Saddle"
- 2. "Last Child"
- 3. "Rats In The Cellar"
- 4. "Combination"
- 5. "Sick As A Dog"
- 6. "Nobody's Fault"
- 7. "Get The Lead Out"
- 8. "Lick And A Promise"
- 9. "Home Tonight"